# Gerald Everett
Pour les articles homonymes, voir Everett.
(en) Statistiques sur pro-football-reference
Gerald Rashad Everett, né le 25 juin 1994 à Atlanta en Géorgie, est un sportif professionnel américain de football américain jouant au poste de tight end dans la National Football League (NFL) depuis la saison 2022.
Sélectionné en 44e choix global lors du deuxième tour de la draft 2017 de la NFL par la franchise des Rams de Los Angeles, il y joue pendant quatre saisons (2017-2020) avant de rejoindre les Seahawks de Seattle (2021), les Chargers de Los Angeles (2022–2023) et les Bears de Chicago en 2024.
Au niveau universitaire, il a joué pour les Wildcats de Bethune–Cookman (en) (NCAA Div. I FCS en 2012), le Hutchinson Community College (en) ( NJCAA en 2013), les Blazers de l'UAB (NCAA Division I FBS en 2014) et les Jaguars de South Alabama (NCAA Division I FBS en 2015 et 2016).

## Biographie
Après un passage à l'université Bethune-Cookman où il a le statut de redshirt puis dans la NJCAA chez les Blue Dragons de Hutchinson (2013), Everett joue au football américain universitaire dans la NCAA Division I FBS avec les Blazers de l'UAB (2014) puis les Jaguars de South Alabama (2015-2016). Il remplace chez les Jaguars, Wes Saxton (en) passé dans les rangs des professionnels.
Il est sélectionné par la franchise des Rams de Los Angeles lors de la draft 2017 de la NFL et y joue pendant quatre saisons. Il devient ensuite agent libre et rejoint les Seahawks de Seattle où il retrouve le coordinateur offensif Shane Waldron (en) qu'il avait connu au même poste à Los Angeles. Il rejoint une équipe en besoin d'un tight end à la suite de la retraite de Greg Olsen et du départ de Jacob Hollister (en) pour les Bills de Buffalo. Il n'y reste cependant qu'une saison et décide de retourner à Los Angeles chez les Chargers. Il y intègre le groupe des tight ends composé de Tre' McKitty (en) et de Donald Parham (en), y remplaçant Jared Cook.
Devenu agent libre en 2024, il signe le 1er mars 2024 un contrat de deux ans avec les Bears de Chicago.